# Karauł (Kraj Krasnojarski)
Karauł (ros. Караул) – wieś (sieło) w Rosji, w Kraju Krasnojarskim, w tajmyrskim rejonie dołgano-nienieckim. W 2010 liczyła 801 mieszkańców.